# اندیس مرمر لاریز
مرمر لاریز یک اندیس مصالح ساختمانی است که در حوالی شهر لادیز استان سیستان و بلوچستان قرار دارد و مادهٔ معدنی موجود در آن، مرمریت است. سنگ میزبان این اندیس فلیش است و دیرینگی آن به دوران پالئوسن-ائوسن می‌رسد.